# Karon Beach

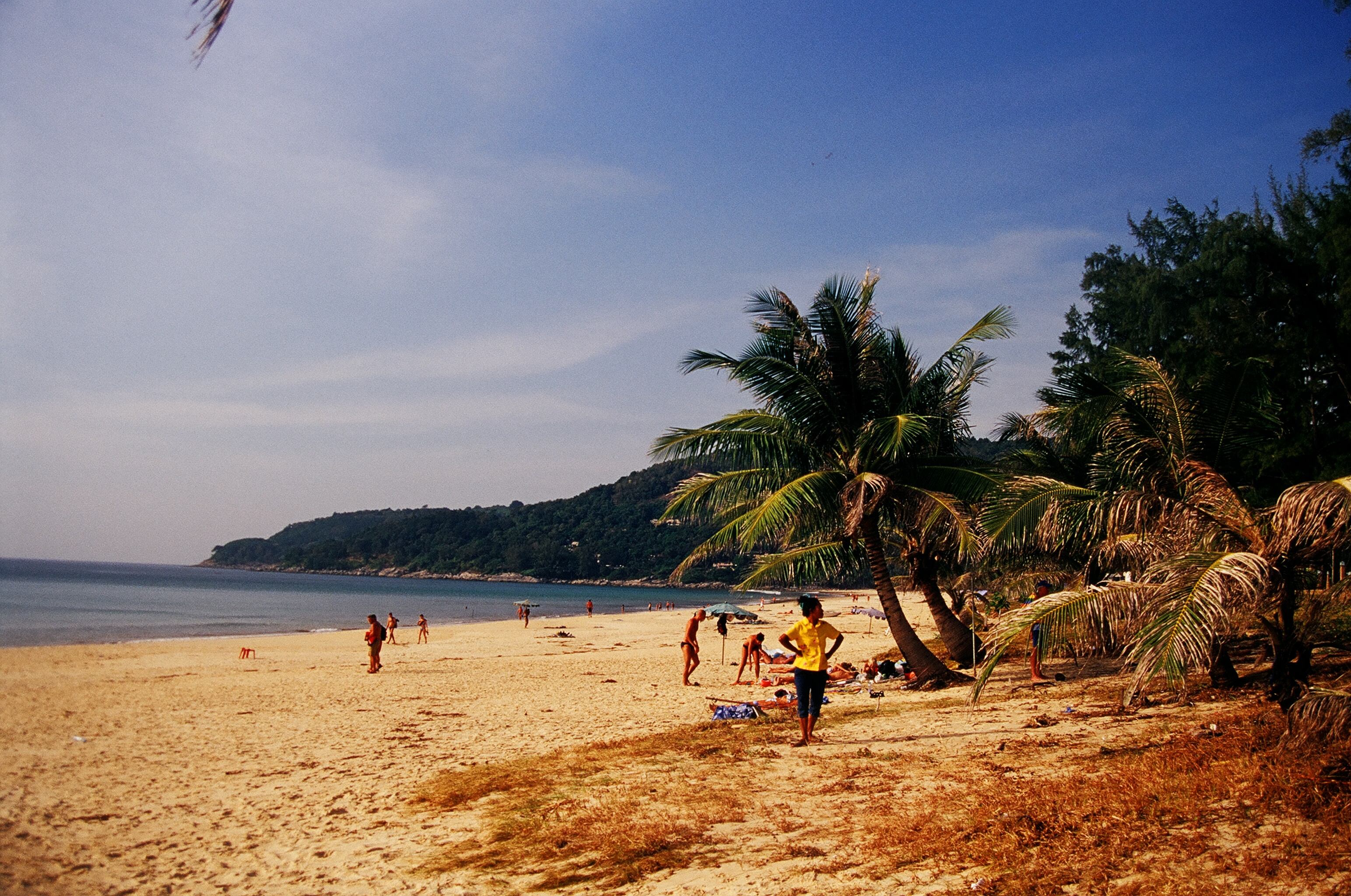
Karon Beach, december 2004.

Karon Beach är en strand på sydvästra Phuket i Thailand.
Stranden är en av Phukets största och mest kända turiststränder och kännetecknas av sin vita sand och sina många hotell. Från strandens södra ände sträcker sig ett korallrev ut mot stranden Kata Beach och ön Poo Island. På strandens norra del finns restauranger, barer och resebyråer. Många restauranger har menyer på svenska. En smal väg från stranden söderut till Kata Beach leder förbi minigolfbanan Dino Park. Dagliga bussförbindelser till och från Phuket Town och Phuket Airport 
finns.